# Phoenix Legend
Phoenix Legend (chinesisch 鳳凰傳奇 / 凤凰传奇, Pinyin Fènghuáng Chuánqí) ist ein chinesisches Musikduo. Es besteht aus der Sängerin Yáng-Wèi Línghuā, die aus der Inneren Mongolei kommt und sowohl in Hochchinesisch als auch in Mongolisch singt, und dem Rapper Zēng Yì, der aus Hunan kommt.

## Werdegang
Nachdem sie 2005 mit dem Lied „Auf dem Mond“ in der Fernsehshow The Walk of Fame aufgetreten waren, wurden sie landesweit bekannt. Sie kombinieren Volksmusik mit Rap und Hip-Hop.
Auch ihr Lied „Frei fliegen“ (自由飛翔 / 自由飞翔,  Zìyóu Fēixiáng) aus dem Album „Glück verheißend“ von 2007 platzierte sich hoch in den chinesischen Downloadcharts.
In 2009 veröffentlichte das Duett das Lied „Der blendendeste Volksstil“. Dieses Lied wurde mehr als hundert Millionen Mal heruntergeladen durch Handys und Webseiten in China. Im selben Jahr traten die beiden Mitglieder als Kunstsoldaten der militärischen Kulturtruppe der zweiten Artillerie von der chinesischen Volksbefreiungsarmee bei.
2012 wurde Phoenix Legend zum beliebtesten chinesischen Popduett gewählt. Laut einem Bericht der China Daily im Mai 2012 belief sich die Menge ihrer verkauften Alben auf über sechs Millionen und zehn Lieder von ihren vier Alben stellten mit einer Milliarde Online-Hits einen Rekord auf.

## Alben
- 15. April 2005: Auf dem Mond (月亮之上 / 月亮之上,  Yuèliàng Zhī Shàng)
- 7. Juli 2007: Glück verheißend (吉祥如意 / 吉祥如意,  Jíxiángrúyì)
- 27. Mai 2009: Der blendendeste Volksstil (最炫民族風 / 最炫民族风,  Zuìxuàn Mínzúfēng)
- 22. Juni 2010: Mondschein über dem Lotosteich (荷塘月色 / 荷塘月色,  Hétáng Yuèsè)
- 31. August 2012: Geschmäcke von China (中國味道 / 中国味道,  Zhōngguó Wèidào)